# Ray Conniff
Joseph Raymond "Ray" Conniff (Attleboro, Massachusetts, 6 de novembro de 1916 – Escondido, Califórnia, 12 de outubro de 2002) foi um líder de banda e arranjador norte-americano, considerado o rei do easy listening.

## Biografia
Filho de pai trombonista e mãe pianista, foi natural que ele seguisse o caminho da carreira musical. Conforme Ray contava em suas entrevistas, fez um curso por correspondência, com um único dólar, que o introduziu na arte da teoria musical. Formou o seu primeiro grupo artístico ainda adolescente.
Anos mais tarde, aperfeiçoou-se de forma profunda na carreira, ao se tornar discípulo da Juilliard School. Depois de atuar e formar uma sólida base musical como trombonista e arranjador nas Big Bands, como as de Artie Shaw, Harry James e outros, Ray passou a escrever arranjos para Johnny Mathis, Guy Mitchell, Johnnie Ray, mas devido a seu talento, teve a oportunidade de formar sua própria orquestra em 1955, a convite de Mitch Miller, da CBS.
Seu estilo de associar vozes masculinas a trombones, trompas e saxofones baixo, e vozes femininas a pistons, clarinetes e saxofones altos, dava-lhe uma característica inusitada e só sua. Seu coral limitava-se a pronunciar sons como da-das e du-du-dus e outras variantes, ao invés de palavras, o que imprimia um "colorido musical", intensificando os tons suaves e, ao mesmo tempo, abrandando os mais fortes.
O som de Conniff ficou famoso logo após o lançamento de seu primeiro disco solo, em 1956, e que se intitulou 'S Wonderful, que vendeu milhões de cópias e permaneceu por meses nas primeiras posições da parada de sucessos. Daí até o segundo, terceiro e quarto álbuns, todos de grande sucesso, foi um pulo, assim como seus lançamentos subseqüentes.
Ray Conniff fez um grande sucesso até o início da segunda metade da década de 1960, período em que seu som ainda era ouvido em bailes de clubes, nas rádios e nas festinhas caseiras. No entanto, a partir do final desta mesma década, suas vendas começaram a decair. A despeito disso, sempre se manteve fiel a seu estilo, com algumas variantes, como discos com o pistonista Billy Butterfield e a introdução dos cantores ainda no início da década de 1960 e que, a partir do final desta, passariam a ser a sua maneira predominante de interpretar as canções, com gravações mais espaçadas do estilo que lhe consagrou, até por uma imposição do mercado que, àquela altura, apresentava forte concorrência com o lançamento de novos estilos mundo afora.
Naquela mesma época, fez sua primeira visita ao Brasil, como convidado, ao lado de Henry Mancini, para o Festival Internacional da Canção, onde então teve oportunidade de imprimir seu estilo a uma orquestra constituída de músicos e coral inteiramente brasileiros. Seu som, sempre fidelíssimo a seu estilo, levou a platéia do Maracanãzinho ao delírio, interpretando Aquarela do Brasil, Besame Mucho e Somewhere My Love. Foi o início de uma série de vindas ao Brasil e de shows pelo mundo afora (América Latina, Inglaterra, Alemanha, Japão, Rússia, etc). Em todos esses lugares era recebido com enorme entusiasmo pelas platéias.
A partir de meados da década de 1970, reduziu seus cantores de 24 para 8 vozes, sem que perdesse em qualidade sonora ou comprometesse seu estilo. Na década de 1980/1990, voltou-se de vez para o mercado latino, tendo gravado centenas de canções, incluindo algumas brasileiras, concentrando-se basicamente no repertório musical de Roberto Carlos e de Julio Iglesias. Ainda assim, lançou álbum de trilhas sonoras de filmes americanos e que incluíam sucessos como Titanic, Superman, A Bela e a Fera, etc. e outro com cantores do estilo country americano. Continuou gravando e realizando concertos pelo resto de sua vida.
No Brasil, sua versão para o Concerto para Piano e Orquestra Nº 1, de Tchaikovsky, tornou-se muito popular depois que passou a ser utilizada como prefixo do Programa Haroldo de Andrade.
Morreu em 12 de outubro de 2002 em Escondido, Califórnia, após sofrer uma queda em uma banheira. Encontra-se sepultado no Westwood Village Memorial Park Cemetery, Los Angeles, Condado de Los Angeles, Califórnia nos Estados Unidos.

## Discografia
- 1956 - "'S Wonderful!"
- 1957 - "Dance the Bop!"
- 1957 - "'s Marvelous"
- 1958 - "'s Awful Nice"
- 1958 - "Concert in Rhythm, Vol.1"
- 1958 - "Broadway in Rhythm"
- 1958 - "Hollywood in Rhythm"
- 1959 - "It's The Talk of the Town"

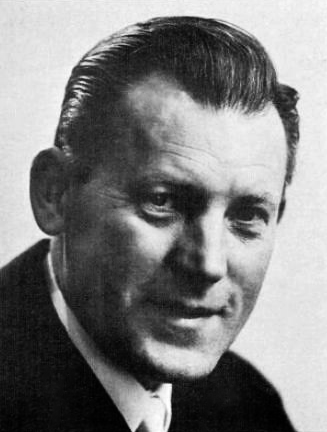
Conniff em 1967

- 1959 - "Conniff Meets Butterfield"
- 1959 - "Christmas with Conniff"
- 1959 - "Concert in Rhythm, Vol.2"
- 1960 - "Young at Heart"
- 1960 - "Say It with Music (A Touch of Latin)"
- 1960 - "Memories Are Made of This"
- 1961 - "Somebody Loves Me"
- 1961 - "'S Continental"
- 1962 - "So Much in Love"
- 1962 - "Rhapsody in Rhythm"
- 1962 - "We Wish You a Merry Christmas"
- 1962 - "The Happy Beat"
- 1963 - "You Make Me Feel So Young"
- 1963 - "Speak to Me of Love"
- 1964 - "Friendly Persuasion"
- 1964 - "Invisible Tears"
- 1965 - "Love Affair"
- 1965 - "Music From 'Mary Poppins', 'The Sound of Music', 'My Fair Lady' & Other Great Movie Themes"
- 1965 - "Here We Come A-Caroling"
- 1965 - "Happiness Is"
- 1966 - "Ray Conniff's World of Hits"
- 1966 - "En Español (The Ray Conniff Singers Sing It in Spanish)"
- 1967 - "This Is My Song"
- 1967 - "Ray Conniff's Hawaiian Album"
- 1967 - "It Must Be Him"
- 1968 - "Honey"
- 1968 - "Turn Around Look at Me"
- 1968 - "I Love How You Love Me"
- 1969 - "Live Europa Tournee 1969/Concert in Stereo"
- 1969 - "Jean"
- 1969 - "Concert In Stereo: Live At 'The Sahara Tahoe'"
- 1970 - "Bridge Over Troubled Water"
- 1970 - "We've Only Just Begun"
- 1970 - "Love Story"
- 1971 - "Great Contemporary Instrumental Hits"
- 1971 - "I'd Like to Teach the World to Sing"
- 1972 - "Love Theme from "The Godfather"
- 1972 - "Alone Again (Naturally)"
- 1972 - "I Can See Clearly Now"
- 1973 - "Ray Conniff in Britain"
- 1973 - "You Are the Sunshine of My Life"
- 1973 - "Harmony"
- 1973 - "The Way We Were"
- 1974 - "The Happy Sound of Ray Conniff"
- 1974 - "Ray Conniff In Moscow"
- 1975 - "Laughter in the Rain"
- 1975 - "Another Somebody Done Somebody Wrong Song"
- 1975 - "Love Will Keep Us Together"
- 1975 - "I Write the Songs"
- 1975 - "Live in Japan"
- 1975 - "Ray Conniff Plays Carpenters"
- 1976 - "Send in the Clowns"
- 1976 - "Theme from "S.W.A.T." and Other TV Themes"
- 1976 - "After the Lovin'"
- 1977 - "Exitos Latinos"
- 1978 - "Ray Conniff Plays the Bee Gees and Other Great Hits"
- 1979 - "I Will Survive"
- 1980 - "The Perfect '10' Classics"
- 1980 - "Exclusivamente Latino"
- 1981 - "Siempre Latino"
- 1982 - "The Nashville Connection"
- 1982 - "Musik für Millionen"
- 1982 - "Amor Amor"
- 1983 - "Fantastico"
- 1984 - "Supersonico"
- 1985 - "Campeones"
- 1986 - "Say You Say Me"
- 1986 - "30th Anniversary Edition"
- 1987 - "Always in My Heart"
- 1988 - "Interpreta 16 Exitos De Manuel Alejandro"
- 1990 - "Ray Conniff Plays Broadway"
- 1991 - "'S Always Conniff"
- 1993 - "Latinisimo"
- 1995 - "40th Anniversary"
- 1997 - "Live in Rio (aka Mi Historia)"
- 1997 - "I Love Movies"
- 1998 - "My Way"
- 1999 - "'S Country"
- 1999 - "'S Christmas"
- 2000 - "Do Ray Para O Rei" (2000)'

## Prêmios e números
- 9 Discos de Ouro
- 1 Disco de Platina
- 1 Grammy pela interpretação da música "Somewhere My Love"
- 70 milhões de cópias vendidas mundo afora.